# FastStone Image Viewer
FastStone Image Viewer es un visualizador de imágenes y organizador para Windows de Microsoft, proporcionado gratuitamente para uso personal y educativo, a partir de la versión 6.9. El programa también incluye herramientas básicas de edición de imágenes.

## Características

### Puntos destacados
- Creación de GIF's animados
- Visualización de miniaturas de  imágenes HQ, utilizando el algoritmo de Lanczos
- Apoyo para una configuración multi-monitor
- Organización de orden personalizado, mediante drag and drop, y numeración automática
- Operaciones por lotes, incluyendo el cambio de nombre y conversión
- Gestión del  espacio de color (parcial, ignorando el perfil del monitor)
- Lupa de aumento
- Versión portátil que se utiliza sin instalación, normalmente instalada en una memoria USB, incluida la configuración del usuario.
- Visualización previa de la pérdida de calidad al guardar formatos de ficheros con pérdidas (cómo JPEG).
- Si está en modo de pantalla completa, aparece una galería de imágenes, información detallada de la imagen, opciones de edición u opciones de programa con el botón derecho del ratón.

### Otras características incluyen
- Soporta todos los formatos gráficos principales (BMP, JPEG, JPEG 2000, animated GIF, PNG, PCX, TIFF, WMF, ICO, y TGA), especialmente las cámaras digitales populares, como por ejemplo CR2 de Canon, CR3 y ARW de Sony..
- Muestra información sobre la cámara en formato de fichero de imagen intercambiable (Exif)
- Caché de miniaturas y base de datos
- Herramientas básicas de edición de imágenes: redimensionamiento, corrección de color, eliminación de ojos rojos
- Herramientas de edición avanzada de la imagen: pincel de clonación, curva (tonalidad), niveles y máscara sin archivar.
- Rotación de JPEG sin pérdidas y cropping
- Herramienta de comparación de imágenes
- Creación de una hoja de contacto totalmente personalizable
- Recuperador de imágenes de tarjetas de memoria
- Presentación de diapositivas, incluyendo música y efectos de transición
- Emailing

## Versiones
FastStone Image Viewer fue publicado por primera vez el 2004 por FastStone Soft. Desde entonces, se han publicado regularmente nuevas versiones estables.
Desde la versión 3.1, hay disponible una versión multilingüe, que apoya al Chino Simplificado y Tradicional, danés, Neerlandés, francés, Alemany, húngaro, italiano, Noruego, polaco, portugués, ruso, Castellano, y sueco.
Este programa de Windows se proporciona en tres formas: como un ejecutable de instalación normal, un fichero zip del mismo o como un fichero zip sin instalación totalmente portátil.
Según FastStone, se ha encontrado que la versión 2.7 y todas las versiones anteriores utilizan imágenes e iconos con licencia incorrecta y, como resultado, FastStone solicitó que la versión 2.7 y las copias anteriores de FastStone Image Viewer dejaran de ser utilizadas. 2.8 tanto para versiones gratuitas como comerciales. Este anuncio se hizo a su sitio web la misma fecha que se publicaba la versión 2.8.

## Limitaciones
- A partir de la versión 4.2, la medida de las animaciones (es decir, los GIF animados) no es compatible. Por lo tanto, solo se pueden visualizar a una escala del 100 %, incluidas las miniaturas.[4]
- Cuando se inicia el programa, puede producirse un retraso a medida que se gestiona la vista de miniaturas, más adelante la primera vez que se construye la base de datos del caché de miniaturas.
- La versión portátil (de PortableApps ) a veces tiene problemas para guardar la configuración, ignorando los cambios aleatoriamente. Reiniciar la aplicación (no de PortableApps ni del sistema operativo subyacente) suele solucionar este problema.